# Пропрія (спортивний клуб)
«Пропрія» (порт. Propriá) — бразильський футбольний клуб, який базується в муніципалітеті Пропрія, штат Сержипі. Заснований 12 жовтня 1913 року як «Футбольний Клуб Сержипі» (англ. Sergipe Foot-Ball Club). 14 червня 1956 року клуб був перейменований на «Спортивний Клуб Пропрія» (порт. Esporte Clube Propriá). Кольори клубу — синій і білий. Головним суперником «Пропрія» є ФК «Америка» — клуб з того ж міста де базується «Пропрія».